# Marca de Pannonia
Marca de Pannonia a fost o marcă de frontieră a Imperiului Carolingian, constituită la mijlocul secolului al IX-lea cu scopul de apărare împotriva amenințărilor venite din partea statului Moravia Mare. Marca de Pannonia a existat doar atâta vreme cât acest stat a constituit o forță capabilă să amenințe Francia răsăriteană.
Marca de Pannonia a urmat Mărcii avarilor. Ea cuprindea teritoriul de la sud de Dunăre, dintre râurile Enns și Wienerwald. În documente, ea apare sub numele de terminum regni Baioariorum in Oriente ("sfârșitul Regatului bavarezilor către răsărit", motiv pentru care uneori este denumită ca "marca răsăriteană (bavareză)", un termen folosit mai mult pentru referirile la ulterioara Marca de Austria, constituită în 976 ca un fel de stat succesor. Marca pannonică nu mai apare ca existând în secolul al XI-lea.

## Margrafi de Pannonia
- Radbod, până la 856
- Carloman, 856–863
- Wilhelm al II-lea, până la 871
- Engelschalk I de Pannonia, până la 871
- Aribo, 871–909
  - Engelschalk al II-lea, fiul lui Engelschalk I, în opoziție față de Aribo